# P21
A proteína p21 é uma reguladora da transição da fase G1 para S no ciclo celular, que é codificada com informação do cromossoma 6. Esta transição é particularmente importante no estudo de células cancerígenas, pois é na fase S que se dá a replicação do DNA, uma das fases onde existe maior probabilidade de ocorrerem mutações genéticas provocadas por uma perda da integridade do genoma.
É da competência da proteína p53 a regulação da expressão de p21 existente.
Esta proteína liga-se às ciclinas D e E, inibindo a cinases dependentes destas ciclinas (cdk 2 e cdk 4) necessárias para a progressão do ciclo celular.
Devido à sua função e intercooperação com a proteína p53, a p21 é considerada uma proteína supressora de tumores.

## Leitura de apoio
- Marone M, Bonanno G, Rutella S;  et al. (2003). «Survival and cell cycle control in early hematopoiesis: role of bcl-2, and the cyclin dependent kinase inhibitors P27 and P21». Leuk. Lymphoma. 43 (1): 51–7. PMID 11908736. doi:10.1080/10428190210195
- Fang JY, Lu YY (2002). «Effects of histone acetylation and DNA methylation on p21(WAF1) regulation». World J. Gastroenterol. 8 (3): 400–5. PMID 12046058
- Tokumoto M, Tsuruya K, Fukuda K;  et al. (2003). «Parathyroid cell growth in patients with advanced secondary hyperparathyroidism: vitamin D receptor and cyclin-dependent kinase inhibitors, p21 and p27». Nephrol. Dial. Transplant. 18 Suppl 3: iii9–12. PMID 12771291
- Amini S, Khalili K, Sawaya BE (2004). «Effect of HIV-1 Vpr on cell cycle regulators». DNA Cell Biol. 23 (4): 249–60. PMID 15142382. doi:10.1089/104454904773819833
- Zhang Z, Wang H, Li M;  et al. (2006). «Novel MDM2 p53-independent functions identified through RNA silencing technologies». Ann. N. Y. Acad. Sci. 1058: 205–14. PMID 16394138. doi:10.1196/annals.1359.030